# Arena do Grêmio
Az Arena do Grêmio, egy Porto Alegrében található létesítmény. A  brazil Grêmio Foot-Ball Porto Alegrense labdarúgó csapatának tulajdonában lévő építmény, a bajnoki és nemzetközi labdarúgó mérkőzések mellett többféle rendezvény lebonyolítására is alkalmas.

## Források

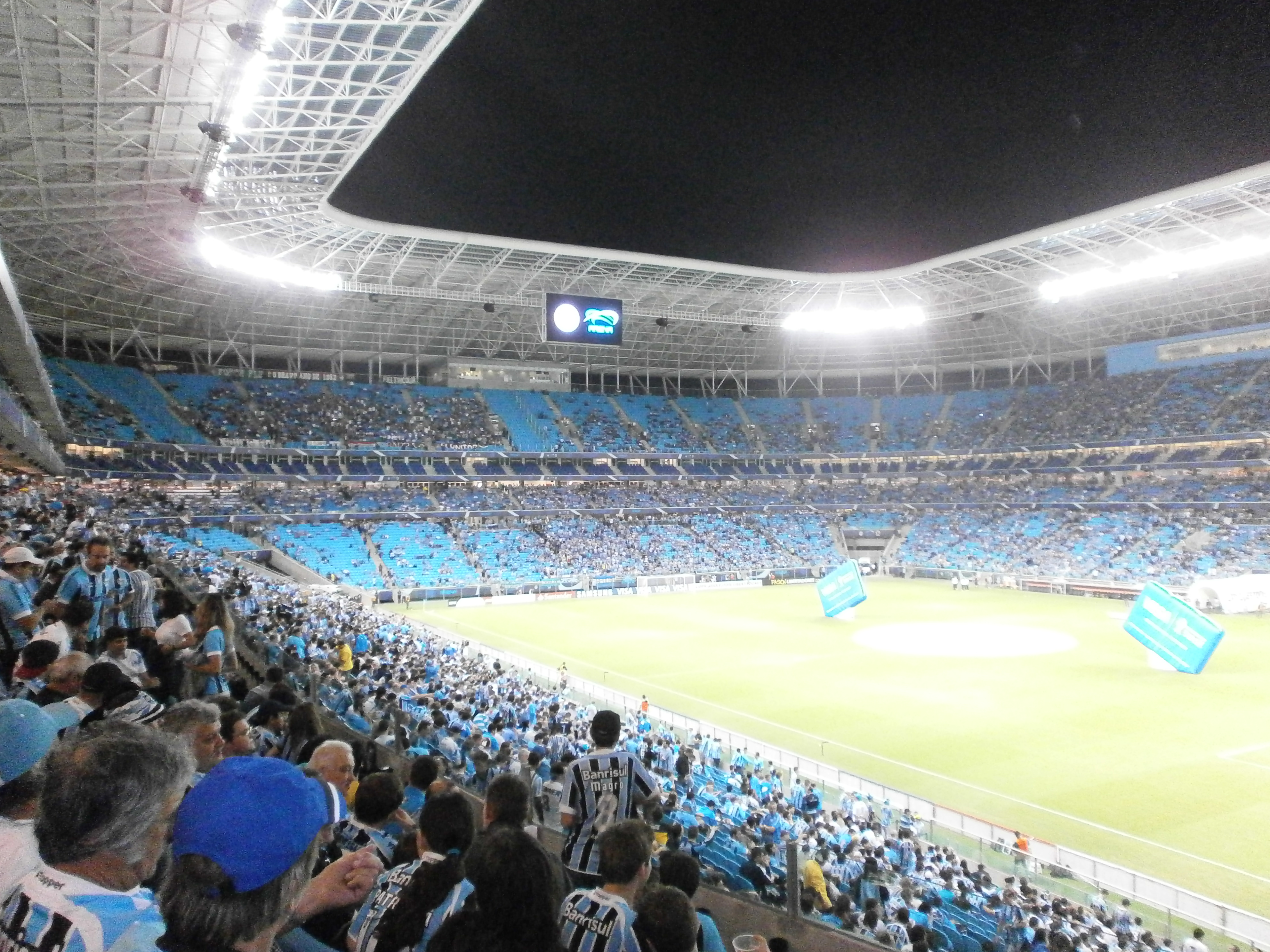
Felvétel egy 2013-as Grêmio-Fluminense mérkőzésről